# Fat Ham
Fat Ham è un'opera teatrale del drammaturgo statunitense James Ijames, liberamente tratta dall'Amleto di William Shakespeare.

## Trama
Juicy è un giovane universitario afroamericano e queer. Un giorno il fantasma del padre gli compare davanti nel giardino sul retro, lo informa di essere stato ucciso e gli ingiunge di vendicare la sua morte. Juicy riconosce la trama dell'Amleto negli eventi che gli stanno accadendo e, come il principe di Danimarca, fronteggia un dilemma: se vendicare il padre o spezzare il ciclio di violenza che affligge la sua comunità.

## La prima
La prima dell'opera era prevista per la primavera 2021 al Wilma Theatre di Filadelfia, ma la chiusura dei teatri causata dalla pandemia di COVID-19 spinse i direttori artistici a spostare il debutto dell'opera online. Fat Ham è stato reso disponibile al pubblico del Wilma Theatre su internet dal 29 aprile al 23 maggio 2021. La pièce ha esordito sulle scene al Public Theater di New York il 12 maggio 2022, tre giorni dopo aver vinto il Premio Pulitzer per la drammaturgia.